# Sherman Creek
Sherman Creek è un fiume lungo 85,9 km affluente del fiume Susquehanna ubicato nella  Contea di Perry (Pennsylvania) negli Stati Uniti.
È attraversato dal Book's Covered Bridge e dal Dellville Covered Bridge, ponti storici del tipo ponte coperto in legno, inseriti nel National Register of Historic Places nel 1980.